# Albert Hetényi Heidelberg

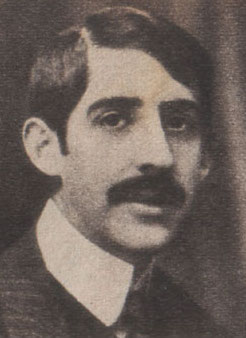
Albert Hetényi Heidelberg (1905)

Albert Hetényi Heidelberg (* 18. April 1875 in Wien; † 5. Juli 1951 in Budapest) war ein ungarischer Komponist für Operette, Kabarett und Chanson.

## Leben
Hetényi Heidelberg schlug ursprünglich die Karriere eines forensischen Chemikers ein. Schon 1895 wurden erste Kompositionen von ihm aufgeführt. Bald wurde er zu einem der am meisten gefragten Komponisten für die Operettenbühne und das Kabarett. Er schrieb insgesamt 40 Operetten.
Auf dem Gebiet der Filmmusik arbeitete Hetényi Heidelberg unter anderem mit dem Regisseur István Székely (Steve Sekely, 1899–1979) zusammen.
Der Buddhologe Ernő Hetényi ist der Sohn von Albert Hetényi Heidelberg.

## Operetten (Auswahl)
- Tom Pick (1904)
- A vigadó özvegy
- Aira (1910)
- Heine halála (1912)
- A tökfilkó (1916)
- Szerelem a fronton (1918)
- Három piros rózsa - daljáték (1918)
- Utolsó szimfónia (1919)
- Le a férfiakkal! (1921)
- Pesti kávéház - vígopera, két felvonásban (1923)
- Felemás (1924)
- Kozákok - daljáték (1931)
- Gezeresz Egyiptomban (1931)
- A mozi csillaga (1935)